# Mechanicsburg, Pennsylvania
Mechanicsburg là một thị trấn thuộc quận Cumberland, tiểu bang Pennsylvania, Hoa Kỳ. Năm 2010, dân số của thị trấn này là 8981 người.